# منطقه مواسرت
منطقه مواسرت (به لاتین: Mevaseret Zion) یک منطقهٔ مسکونی در اسرائیل است که در استان اورشلیم واقع شده‌است.

## خواهرخوانده
شهرهای وایت پلینز، نیویورک و زانکت آگستین خواهرخوانده‌های منطقه مواسرت هستند.